# Unterseeboot 414
L'U-414 est un Unterseeboot type VII utilisé par la Kriegsmarine pendant la Seconde Guerre mondiale.
Le sous-marin fut commandé le 15 août 1940 à Dantzig (Danziger Werft), sa quille fut posée le 14 juin 1941, il fut lancé le 25 mars 1942 et mis en service le 1er juillet, sous le commandement de l'Oberleutnant zur Voir Walther Huth.

## Conception
Unterseeboot type VII, l'U-414 avait un déplacement de 769 tonnes en surface et 871 tonnes en plongée. Il avait une longueur totale de 67,10 m, un faisceau de 6,20 m, une hauteur de 9,60 m, et un tirant d'eau de 4,74 m. Le sous-marin était propulsé par deux hélices de 1,23 m, deux moteurs diesel F46 de six cylindres produisant un total de 2 060 à 2 350 kW en surface et de deux moteurs électriques Siemens-Schuckert GU 343/38-8 produisant un total 550 kW, en plongée. Le sous-marin avait une vitesse en surface de 17,7 nœuds (32,8 km/h) et une vitesse de 7,6 nœuds (14,1 km/h) en plongée. Immergé, il avait un rayon d'action de 80 milles marins (150 km) à 4 nœuds (7,4 km/h ; 4,6 milles par heure), en surface, son rayon d'action était de 8 500 milles nautiques (soit 15 700 km) à 10 nœuds (19 km/h).
L'U-414 était équipé de cinq tubes lance-torpilles de 53,3 cm (quatre montés à l'avant et un à l'arrière) et embarquait quatorze torpilles. Il était équipé d'un canon de 8,8 cm SK C/35 (220 coups) et d'un canon anti-aérien de 20 mm Flak. Son équipage comprenait 47 sous-mariniers. 

## Historique
Cet U-Boot effectue trois patrouilles totalisant 71 jours de mer.
Lors de sa troisième patrouille, le 18 mai, il coule un navire marchand de 5 979 tonneaux et endommage le Liberty ship Fort Anne d'un convoi KMS totalisant 7 134 tonneaux.
Le sous-marin participe à deux meutes ou groupes de combat.
Après 13 jours de mer, il est coulé le 25 mai 1943 en Méditerranée, à la position géographique 36° 31′ N, 0° 40′ E par des charges de profondeur lancées par la corvette britannique HMS Vetch (en).
Les 47 membres d'équipage meurent dans cette attaque.

### Meutes
L'U-414 prend part à trois Rudeltaktik ("meutes de loups") :
- Falke (15-19 janvier 1943)
- Haudegen (19 janvier – 2 février 1943)

## Affectations
- 8. Unterseebootsflottille du 1er juillet 1942 au 31 décembre 1942 (Flottille d'entraînement).
- 6. Unterseebootsflottille du 1er janvier 1943 au 30 avril 1943 (Flottille de combat).
- 29. Unterseebootsflottille du 1er mai 1942 au 25 mai 1943 (Flottille de combat).

## Commandement
- Oberleutnant zur See Walther Huth du 1er juillet 1942 au 25 mai 1943

## Navires coulés
| Date        | Nom        | Nationalité | Tonnage | Sort      |
| ----------- | ---------- | ----------- | ------- | --------- |
| 18 mai 1943 | Fort-Anne  | Royaume-Uni | 7 134   | Endommagé |
| 18 mai 1943 | Empire Eve | Royaume-Uni | 5 979   | Coulé     |

### Sources
- (en) Cet article est partiellement ou en totalité issu de l’article de Wikipédia en anglais intitulé « German submarine U-414 » (voir la liste des auteurs).